# Mughiphantes sherpa
Mughiphantes sherpa là một loài nhện trong họ Linyphiidae.
Loài này thuộc chi Mughiphantes. Mughiphantes sherpa được Andrei V. Tanasevitch miêu tả năm 1987.